# Entlastungssyndrom
Mit dem Begriff Entlastungssyndrom, auch Sportentzugssyndrom oder englisch Exercise-abstinence-syndrome, werden Gesundheitsstörungen bezeichnet, die bei einer plötzlichen Entlastung auftreten können, beispielsweise Kreislaufstörungen bei Leistungssportlern nach Abbruch des Trainings.
Allgemein können bei Beendigung anstrengender oder belastender Tätigkeiten (z. B. Prüfung) derartige Beschwerden auftreten.
Zu  diesen Störungen kann auch die Urlaubsmigräne gezählt werden.
Die Abgrenzung zu einer „Entlastungsdepression“ ist umstritten.
Vergleichbare Phänomene können auch in der Tiermedizin z. B. bei trainierten Pferden beobachtet werden.